# 亚美尼亚国家美术馆

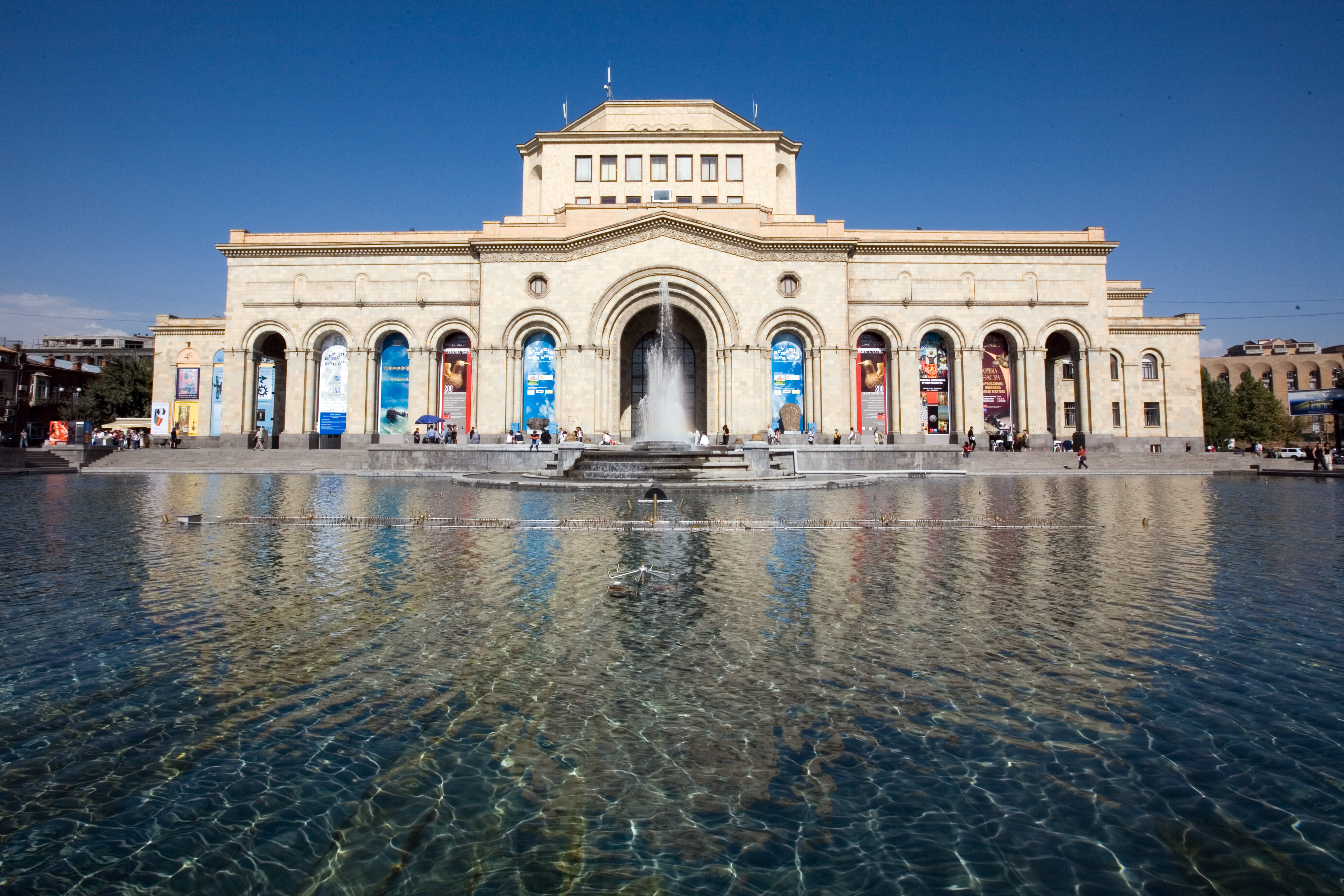
坐落在埃里温的亚美尼亚国家美术馆

亚美尼亚国家美术馆（亞美尼亞語： Hayastani azgayin patkerasrah），亚美尼亚共和国最大的艺术博物馆，该馆不仅藏有全球最多的亚美尼亚艺术品，还有大量俄罗斯的和西欧的艺术品。该馆也是独联体最大的博物馆之一。亚美尼亚国家美术馆坐落在首都埃里温共和国广场的一座八层大楼里面，这座大楼是首都的最知名的地标之一。国家美术馆只占有大楼的三到八层，最底下的两层是亚美尼亚历史博物馆。

## 历史

### 亚美尼亚博物馆艺术部
亚美尼亚国家美术馆于1921年依照亚美尼亚苏维埃社会主义共和国的法令建立，当时是国家博物馆五个部门之一的艺术部（Art Department of the State Museum）。马尔季罗斯·萨良被任命为博物馆馆长，而弗尔塔内斯·阿希基扬被任命为艺术部主任。国家博物馆当时坐落在阿斯塔菲安路（阿博维扬路）上一所男子体育馆的一栋两层大楼中。博物馆大楼中还有公共图书馆和音乐厅，同时也是西亚美尼亚孤儿的庇护所。因为这个原因，该馆开馆后的四年都没有举办展览。由于展览不足，阿纳托利·卢那察尔斯基1924年访问亚美尼亚时对博物馆表达了他的不满，说它就像个大杂货仓库。
艺术馆在1921年8月14日举办了开馆仪式，来宾有画家、演员、音乐家、官员、工人、士兵和学生，有著名艺术家卡罗·哈拉比扬、萨尔吉斯·哈恰特良、塔拉格罗斯和罗曼诺斯·梅利基扬等等，有130人参加了开馆仪式。首次藏品是政府于1921年7月为该馆从亚美尼亚艺术家联盟的第五届展览上购得的。该展览是由S.绍米扬中央工人俱乐部组织的。所购画作的作者包括画家Y.塔杰沃相、S.阿拉克良、H.哈戈皮安、V.阿希基扬、G.沙尔巴强，图形艺术家E.沙欣等等。
同年9月，根据莫斯科的全俄中央执行委员会的命令，原拉扎列夫东方语言学院改为苏维埃亚美尼亚文化馆，并且划归亚美尼亚国家所有。该决定在博物馆藏品的形成中起到了决定性作用，其所藏的所有俄罗斯和欧洲艺术品都归了亚美尼亚博物馆。这强调了该馆的收藏惯例，既收集国际艺术品和装饰应用艺术作品。涵盖国家博物馆艺术部所藏的亚美尼亚、俄罗斯和欧洲多位艺术家的400件作品的《概要列表》于1925年在埃里温出版，这些作品被展于六个大厅。这本书是该馆的第一部概要参考书，除其他数据外，书中包含了像莫斯科居民、建筑师和工程师哈克柏·埃基齐昂（Hakob Ekizler）等捐赠人的名字。埃基齐昂的捐赠包括伊凡·艾瓦佐夫斯基、瓦尔德格斯·苏伦尼扬茨、谢苗·谢德林、伊凡·希什金、瓦西里·波列诺夫、弗拉基米尔·马科夫斯基等人的作品，这些都是该馆的精品。
捐赠在该馆的历史上扮演了重要的角色。从大屠杀中死里逃生的亚美尼亚人被迫离开世居土地到近东、欧洲和美国避难。他们把这些国家当作自己的第二家园，组织了全国社区，在新环境进行政治、经济和社会生活，还参与了文学、音乐和美术等各个领域的文化活动。但他们依旧非常渴望自己的家园，关心故土的事情。所以很多亚美尼亚艺术家在复兴中的亚美尼亚的文化生活起到了重要角色，在美术馆基础收藏的建立中也发挥了重要作用。1923年，人民教育委员阿斯卡纳兹·姆拉维扬求助法籍亚美尼亚画家，让他们尽力帮助该博物馆。他的求助得到了瓦尔坦·马霍基安、Z.扎尔达良、T.叶萨扬、莎亨·哈恰特良和R.奇奇马尼安等人的热情回应，到1935年他们捐给了博物馆40件作品。博物馆十周年活动中的捐赠者有画家M.萨良、Y.塔杰沃相、P.捷尔列梅江、V.加尔斯强，收藏家V.瓦哈尼安、D.汗-克列基安、V.卡纳尼扬。捐赠中还包括Al.伯努瓦、A.奥斯特罗乌莫娃-列别杰娃、Y.兰谢列等著名俄罗斯画家的作品，他们自己将作品捐给了博物馆。后来，伊萨克·布罗茨基捐给博物馆的俄罗斯艺术品中有很多世界著名的20世纪艺术家的作品，包括K.朱翁、B.格里戈里耶夫、B.阿尼斯菲尔德和F.马利亚温。

### 国立艺术博物馆
1924年底，艺术史学家鲁本·德拉姆比扬受亚历山大·塔马尼扬和马尔季罗斯·萨良的邀请从列宁格勒迁居埃里温。1925年，德拉姆比扬放弃了自己在国立俄罗斯博物馆的工作，到艺术部担任主任。1935年，已经得到了丰富和扩充的艺术部成了独立的国立艺术博物馆（The State Fine Art Museum），德拉姆比扬称为其首任馆长，并一直担任到1951年。他专业的直觉、收集藏品的天赋和博物馆工作经验为该馆未来的发展打下了基础。得益于良好的规划、收藏的系统分布，以及接连的捐赠，美术馆很快赢得了苏联最好博物馆之一的名声。在这一阶段，研究成了该馆活动中不可或缺的部分。在从莫斯科邀来的艺术史学家、古代艺术品鉴赏家莉迪娅·杜尔诺沃的管理下，博物馆发起了对中世纪亚美尼亚壁画和细密画的复制和研究。一个包括Y.哈恰特良、M.丘巴良、R.洛里斯-梅利科夫、V.巴格达萨良、G.哈纳吉安、H.加拉乔齐亚等青年艺术家团队对复制和恢复进行了专业的研究。在研究小组对亚美尼亚不同地区进行探险调查期间，追溯和再现了亚美尼亚的很多不朽绘画作品。
听任废弃教堂中的众多壁画无人看护的历史一去不复返了。幸亏莉迪娅·杜尔诺沃和亚美尼亚青年艺术家团队，现在亚美尼亚国立美术馆的游客们才能欣赏勒姆巴塔万克、阿鲁查万克、塔泰夫修道院和许多其他教堂的壁画。值得注意的是，后来这个系列是由新复制者大大地增多了。1985年，在新大楼的专用房间中展览这些壁画，以及细密画和教堂塑像高浮雕的复制品成为可能。中世纪艺术品展厅展示了历代的亚美尼亚艺术品，从中世纪早期到十七、十八世纪的教堂画，到是现当代艺术品都有。从1930年到1950年，博物馆收藏定期进行了扩充。亚美尼亚、俄罗斯和西欧的艺术品被分为三部分永久展出，并由各自的研究部门管理。
上面提到的这段时期，博物馆由于得到了三个杰出收藏家的捐赠而极大的丰富了自己的所藏。罗马尼亚籍亚美尼亚艺术史学家G.扎姆巴赫强给博物馆送了一批珍贵的画，包括泰奥多尔·鲁索、纳尔西斯·比尔希略·迪亚斯、阿道夫·蒙蒂塞利、欧仁·布丹和A.贝纳尔等人的作品，这极大的丰富了博物馆内的法国画作。另一个罗马尼亚籍亚美尼亚藏家瓦汉·巴拉基安捐给博物馆很多著名罗马尼亚画家的画和平面作品，欧洲的版画，以及150件欧洲、俄罗斯和东方的装饰应用艺术品。1936年，在法国享有盛名的亚美尼亚图形艺术家埃德加·查欣将自己从巴黎寄到埃里温他的私人展览的170副版画送给了博物馆。由于其仰慕者法国人亚伯拉罕·赞强的捐赠，馆内的著名的海洋艺术家霍夫·艾瓦佐夫斯基的作品也新增了三十九张画作。在苏德战争期间该馆仍全力工作。博物馆还曾为从费奥多西亚撤来的艾瓦佐夫斯基画廊的珍藏提供了储藏室，这些藏品到1941年11月8日仍在艺术博物馆。1942年5月2日，这些藏品曾在博物馆和亚美尼亚艺术家联盟举办的艾瓦佐夫斯基诞辰125周年展览上展出。这个展览是在当时艺术家联盟驻地波斯清真寺举办的。展览展出了艾瓦佐夫斯基的57幅海景画以及十位不同西欧画家的作品。M.萨良、文化事务部领导人A.沙希尼安、学者J.奥尔别利、博物馆馆长鲁本·德拉姆比扬和费奥多西亚艾瓦佐夫斯基画廊馆长N.巴尔萨莫夫等都参加了开幕仪式。在仅12天的展览吸引了45000人参考。1944年11月5日，这些画作全部回到了克里米亚的费奥多西亚画廊。

### 国立亚美尼亚美术馆
1947年，该馆改称“国立亚美尼亚美术馆”（State Gallery of Armenia）。1948年，美术馆大楼开始重建，美术馆也一点点地扩展活动，例如当年与亚美尼亚科学院的艺术部门合作的两部作品《亚美尼亚的细密画》和《19-20世纪的亚美尼亚艺术品》均已准备出版。在开馆27年后的1951年，馆长鲁本·德拉姆比扬离职，但很仍与该馆多有合作。在艺术史学家瓦汉·哈鲁蒂乌尼安担任一年后，鲁本·帕尔萨米扬从1952年到1962年担任该馆馆长。在这一时期，随着藏品的调查和扩充，该馆各项活动稳定开展，组织亚美尼亚艺术家个人专展，创建了丹尼尔·兹努尼领导的手稿部和文件基金。后者被用于筹办《亚美尼亚艺术史学家大辞典》和《国立亚美尼亚美术馆》画册的出版。在现有馆藏的基础上建立了新的研究部门，招募列宁格勒列宾美术学院毕业生加入这一新部门，这为该馆未来的研究活动打下了坚实的基础。
1946年，巴黎的著名艺术家贝德罗斯·孔特拉吉安访问埃里温，捐给了博物馆50幅画作和约600幅平面作品。1958年，另一个法国籍亚美尼亚同胞哈可布·阿拉克良将著名雕塑家哈可布·古尔迪安的艺术遗产，将近400件作品交给了美术馆。1959年，该馆举办了雕塑家作品展览，得到了公众，尤其是青年雕塑家的热烈响应。1962年，画家和舞台设计师阿尔缅·奇林加良接替鲁本·帕尔萨米扬被任命为馆长。在他的管理下，在俄罗斯和西欧艺术部艺术史学家玛丽·萨尔格相的建议下，博物馆的藏品极大的丰富了。这一时期，该馆获得了R.法尔克、P.菲洛诺夫、I.马什科夫、A.卡里奥夫和N.阿尔特曼等20世纪著名俄罗斯画家的作品。莫斯科克里姆林宫送了一批17、18世纪俄罗斯圣像给博物馆。1965年，在其遗孀谢金-克罗托娃的援助下举办了罗伯特·法尔克的首次个人展览。由于画家已经因政治原因被打倒，该展览在当时是前所未有的。福尔克的作品展之后又在新西伯利亚和莫斯科举行。该美术馆从这个展览上购买了十几幅作品，画家的遗孀还送给了美术馆三幅。一年后，该馆还举办了伊利亚·爱伦堡所藏毕加索作品的展览。
1960年代该馆极大地扩展了收藏。巴黎的阿加西和阿兹加努什·达尔比尼扬捐给美术馆T.波拉德所绘的70幅《方丹寓言》插画和E.沙欣的25幅蚀刻版画。他们还将O.阿尔哈济安艺术遗产中的100多件作品给了画廊。美国艺术家罗克韦尔·肯特在埃里温举办私人展览时捐了14幅他的画作给美术馆。法国籍亚美尼亚雕塑家达里娅·卡姆萨拉坎捐了两座大理石青铜雕塑。随着法国籍亚美尼亚人文化联盟举办当代法国籍亚美尼亚画家作品展，六十三件展品当捐赠送到了亚美尼亚。黎巴嫩籍亚美尼亚艺术家也将他们展览的作品捐给了美术馆。意大利籍亚美尼亚雕塑家将自己的23件作品捐给了美术馆在该馆的藏品中展有重要的地位。该馆得到的捐赠还远不止上面提到的这些，还有很多来自私人或共和国展览的苏维埃亚美尼亚艺术家作品和文化部转交的藏品。1963年，该馆研究委员会决定，由V.巴格达萨良和H.西拉维安修复孙杜基扬国家模范剧院的原来由马尔季罗斯·萨良设计的帷幕，赢得了一致好评。
1977年，该馆重新开放，几年后在纳尔班江路的大楼投入使用。这座四层大楼里座落者收集仓库、修复工作室、研究部门以及库存和保护部门，而且还开设了雕塑、装饰应用艺术的研究部门和分支机构管理部门。该部门的工作就是协调埃奇米阿津、赫拉兹丹、杰尔穆克、马尔图尼、列宁纳坎、基洛瓦坎等共和国不同地区的各个卫星博物馆，以及在阿拉韦尔迪和叶海格纳佐尔展厅的工作。这些卫星博物馆的主要目的是为了满足远离首都的人们的艺术需求。亚美尼亚艺术家的一批作品被选出来在新大楼里永久展出。它也定期举办当地画家的专题展览和私人展览。
1972年，巴黎“乔治·雅科夫列夫之友俱乐部”会长、画家拉斐尔·赫鲁米安致信亚美尼亚政府，表达了将著名艺术家乔治·雅科夫列夫的作品转交给亚美尼亚的意愿。将雅科夫列夫的作品从巴黎运回埃里温的任务落到了国立亚美尼亚美术馆身上。这些捐助不仅仅扩充了馆藏，更重要的是增加了20世纪初的亚美尼亚艺术品。不久后，美术馆与苏联的其他几家博物馆一起举办了雅科夫列夫回顾展，该展览还曾在莫斯科的国立东方艺术博物馆展出。同时，国立亚美尼亚美术馆深化了同莫斯科和列宁格勒各大博物馆在研究和展览领域的联系。在埃尔米塔日博物馆主办的法国印象画家作品展上，国立亚美尼亚美术馆所藏康定斯基和马克·夏加尔的画作曾代表该馆出展。美术馆的代表们定期参加国际博物馆协会的年度研讨。
在馆长E.伊萨别基扬的管理下，美术馆不仅认识到了培养博物馆专业人才的重要性，而且有针对性地扩充馆藏、妥善保管和彻底清查原有藏品等，使美术馆又有了很大的进步。通过亚美尼亚唯一取得资质的修复师、修复工作室主任瓦尔德格斯·巴格达萨良（Vardges Baghdasarian）的教导，以及在莫斯科、列宁格勒各大博物馆和伊戈尔·格拉巴里科学修复中心的进修，美术馆培养了一大批艺术品修复领域的专业人才。这一时期还有一件大事件就是对12-13世纪的科拜尔修道院壁画的文献复制，美术馆在馆内为其设立了常设展览。此外，亚美尼亚科考队还圆满完成了费奥多西亚15世纪的圣斯蒂芬教堂后殿和克里米亚1338年的圣十字修道院后殿的复制。美术馆分支机构和导游的负责人们还到埃尔米塔日博物馆和国立俄罗斯博物馆进行了再培训。这两个博物馆，尤其是埃尔米塔日，每年都举办俄罗斯和欧洲绘画、图形和应用艺术领域博物馆研究人员的工作会议。与俄罗斯著名艺术史学家的合作，使解读馆藏的某些艺术家和流派作品成为可能。这一时期还出版了大量的精品画册，如《哈克柏·霍夫纳尼安和他的前辈们》《萨尔吉斯·哈恰特良》《叶吉舍·塔杰沃相》《瓦诺·哈贾别基扬》《谢德拉克·拉什马吉安》《谢德拉克·阿拉克良》和《埃德加·查欣》等。由于持续不断的捐赠，馆藏也在不断地扩充。1986年5月，已经担任馆长19年的爱德华·伊萨别基扬离职，同年7月，亚历山大·捷尔-加布里埃良就任馆长，他曾担任亚美尼亚文化部艺术部门领导人多年，对画廊活动非常了解。
在苏联期间，该美术馆被囊括于全联盟文化体系之中，这使它得以参加在苏联各地举行的会议和培训活动。作为国际博物馆协会苏联分部的成员，该馆的代表经常参加在莫斯科、利沃夫、阿拉木图、弗拉基米尔和维尔纽斯等各加盟国首都或大都会举行的会议。这些会议强化苏联各大博物馆之间的联系：在埃尔米塔日博物馆的倡导下，展览《18世纪的西欧雕刻艺术》和《19世纪的西欧风景画》在国立亚美尼亚美术馆举办；列宁格勒的俄罗斯博物馆在亚美尼亚的俄罗斯联邦文化日举办了《俄罗斯苏维埃风景画》展览；亚美尼亚苏维埃社会主义共和国文化艺术回顾展在莫斯科举行。美术馆还在索契、阿拉木图和伊兹梅尔等地组织了藏品展览。

### 亚美尼亚国家美术馆
1991年，亚美尼亚共和国进入了新的历史政治阶段：该国宣告独立了。因为独立是亚美尼亚人奋斗了几百年的事情，所以这一事件是非常显著的。但是取得这个关键胜利的同时，也有很多问题伴随着新成立的共和国，这也体现在了文化生活上。这个国家陷入了严重的政治、社会经济和文化危机。同其他科学文化场所一样，美术馆也承受了很大的困难。1991年，艺术史学家沙亨·哈恰特良被任命为馆长，他专注于亚美尼亚文化，曾经和美术馆亚美尼亚艺术部，并曾在马尔季罗斯·萨良博物馆任馆长。1991年，这所亚美尼亚最大的艺术机构改名“亚美尼亚国家美术馆”。同年，文化部批准了新的亚美尼亚国家美术馆条例。通过重组原亚美尼亚古代和中世纪部、现当代部，建立了亚美尼亚绘画部。外国部和俄罗斯绘画部整合为外国绘画部。1990年代是美术馆的困难时期，研究人员失去了参加前苏联最大修复中心的会议和培训的机会，与国外博物馆和文化机构的联系也变得困难。然而，即使是困难条件下，美术馆的员工仍尽职工作。1991年到2000年间，该馆举办了130次展览，包括多样的馆藏文物展览和当代艺术家个人展览。其中取得极大成功的展览有《三彩世界》（马尔季罗斯·萨良、哈鲁蒂温·加连兹和米纳斯·阿韦季相），以及在马赛举办的《海歌》（霍夫翰内斯·艾瓦佐夫斯基与他的追随者）。随着“铁幕”的消失，流亡亚美尼亚人在美术馆的角色有所增加，原来就主要来自捐赠的馆藏也因为原来流亡的亚美尼亚人的捐赠而持续增多。亚美尼亚国家美术馆与新成立的“萨尔吉斯·哈琴茨”出版社开始出版从外文翻译成亚美尼亚语的艺术文献。该馆的第一部三语导览在法国发行，还出版了《19、20世纪亚美尼亚艺术家》和《基督教亚美尼亚-1700》两本图册。
2002年，画家、教授法拉翁·米尔佐扬被任命为该馆馆长。在他的管理下，美术馆的科研经费和教育部门蓬勃发展，给美术馆带来了新的生机。同年，亚美尼亚文化部下令将该馆改组为一个非營利組織。2004年5月18日，由琳茜基金会资助的新馆向公众开放，常设展览进行了重新安置。随着该馆的发展，常设展览增添古希腊和古埃及装饰应用艺术品展、埃德加·查欣图形作品展、东方艺术品部门（中国、日本、伊朗和印度）、18-20世纪西欧钟表展和哈克柏·久尔江雕塑作品展等等。2004年，公共关系部成立，到2008年，除了日常事务，它还向公众开放研究和教育活动。为确保青年人的积极参与，美术馆也做了很多努力。自2009年以来，美术馆内有很多来自不同的大学的热心志愿者。期间，该馆在国内外组织了约230次展览。乔治·雅科夫列夫诞辰125周年展和瓦尔德格斯·苏伦尼扬茨诞辰150周年展等展览取得了巨大的成功。该馆还定期通过各种国际展览方式向外国观众呈现亚美尼亚古典艺术。国际艺术家的作品展也越来越频繁，2011年由亚美尼亚文化部组织的“达利和超现实主义”展就是最成功的之一。在21世纪，该馆的出版活动有着极大的拓展。每个展览都是对展示藏品的一个研究成果，同时也伴随者画册和画集的出版。

## 部门
亚美尼亚国家美术馆下设亚美尼亚绘画部、外国绘画部、雕塑部、装饰-应用艺术部、平面艺术部、藏品登记保存部、修复保养部、出版部、公共关系部、展览部、游览部、手稿和文献基金部、图书馆等部门。
亚美尼亚绘画部的历史可追溯到1921年，原属亚美尼亚艺术部门，后成为绘画部的一部分，2004年才独立出来。亚美尼亚绘画部有7000多藏品，包括古代和中世纪的壁画和细密画的复制品，17-19世纪的教堂画和现代、当代作品。亚美尼亚绘画部的700件展品占用了29个展厅。
外国绘画部成立于亚美尼亚博物馆艺术部获得首批欧洲和俄罗斯画家作品的1921年。到1960年代末，属俄罗斯和欧洲艺术品部，2004年亚美尼亚绘画部独立出去后，改名外国绘画部。该部有超过1150件作品。差不多170幅东欧、西欧和美国的作品展示于七楼的七个展厅。约230幅俄罗斯作品则占有八个展厅。
雕塑部成立于1968年，当时撤销了原先的亚美尼亚艺术品部、俄罗斯艺术品部和西欧艺术品部，按照藏品的材质重新设立了研究部门。该部管理者1200件左右的国内外雕塑作品，其中的900件是亚美尼亚作品，在常设展厅中展出的雕塑有大约230件，其中60件是在单独展厅中展出的19-20世纪亚美尼亚伟大雕塑家哈克柏·久尔江的作品。
装饰-应用艺术部也成立于1968年，它管理者约4000件来自亚美尼亚、俄罗斯、欧洲和东方国家的作品，其中879件藏品在常设展厅中展出。该部最珍贵的一部分藏品是古埃及和古希腊的应用艺术品，它们在七楼的一个单独展厅中展出。七楼的其他展厅中还有18到19世纪德国、荷兰、法国和英国瓷器，以及19到20世纪法国玻璃器皿和16到17世纪的家具等。来自俄罗斯帝国时期私人工厂的瓷器和生产设备占用了六楼的所有展馆。一楼则拥有由中国、日本和伊朗的大师们制作的陶瓷、金属制品、木制品、象牙制品和纺织物等藏品。非常重要的是在二楼两个大厅的时钟显示的集合。上面提到的项目，以及16至18世纪的亚美尼亚实用艺术（银器，玻璃器皿，陶瓷），完成了常设展览的完整性。另外，在二楼占用了两个展厅的钟表展也非常重要。除了上述的项目，常设展厅中还包括16至18世纪亚美尼亚应用艺术品等。
平面艺术部成立于1988年，被分为孤本平面艺术品和印刷平面艺术品两个分部，管理着12000件藏品。这些藏品中近一半是素描、粉彩画、水彩画、水粉画等孤本平面艺术品，其他的是木版画、平版画、油毡版画和蚀刻版画。有超过5000件是亚美尼亚画家的作品，在博物馆大楼的二楼设有两个展厅供平面艺术品临时展览使用。
藏品登记保存部在1921年就随美术馆的诞生而成立了，分为藏品登记和藏品保存两个分部。前者负责馆藏文物的登记归档、对博藏物品进行登记和清点，确保馆内外出借文物的控制和对馆内贵金属制品进行检查和鉴定，还控制着对馆藏文物的复制。后者则负责藏品的日常维护、分类、修复和在储存设施中的保管等工作。
馆藏文物的修复保养需要由修复师进行，而很多博物馆都面临缺少专业修复师的局面。在亚美尼亚国家美术馆，这项重要的任务以前曾多委托该领域的专业人士进行，他们包括V.阿希基扬、R.洛里斯-梅利科夫、A.瓦尔达尼扬、V.巴格达萨良等著名的画家和博物馆工作者，以及著名学者、艺术史学家利迪娅·杜布诺娃等。杜布诺娃在亚美尼亚修复和复制领域做出了十分突出的贡献。修复保养部自1950年成立以来，曾在俄罗斯和欧洲的修复中心进修的年轻有为、极富潜力的年轻专业人才不断加入到该部的工作中。该部具有修复保养馆藏的油画、版画、雕塑、陶瓷、家具、纺织物等各类藏品的能力。随着永久长效修复，专家可以针对美术馆和国际博览会的临时展览中选用的藏品进行即时技术检查。

## 历任馆长
截至2015年，该馆的历任馆长有：
- 鲁本·德拉姆比扬（俄语：Дрампян, Рубен Григорьевич）（1925年-1951年）
- 瓦汉·哈鲁蒂乌尼安（1951年-1952年）
- 鲁本·帕尔萨米扬（1952年-1962年）
- 阿尔缅·奇林加良（1962年-1967年）
- 爱德华·伊萨别基扬（英语：Eduard Isabekyan）（1967年-1986年）
- 亚历山大·捷尔-加布里埃良（1986年-1990年）
- 沙亨·哈恰特良（英语：Shahen Khachatrian）（1991年-2002年）
- 法拉翁·米尔佐扬（英语：Pharaon Mirzoyan）（2002年-2015年）
- 阿尔缅·察图良（2015年-至今）

## 藏品图集

### 亚美尼亚艺术品

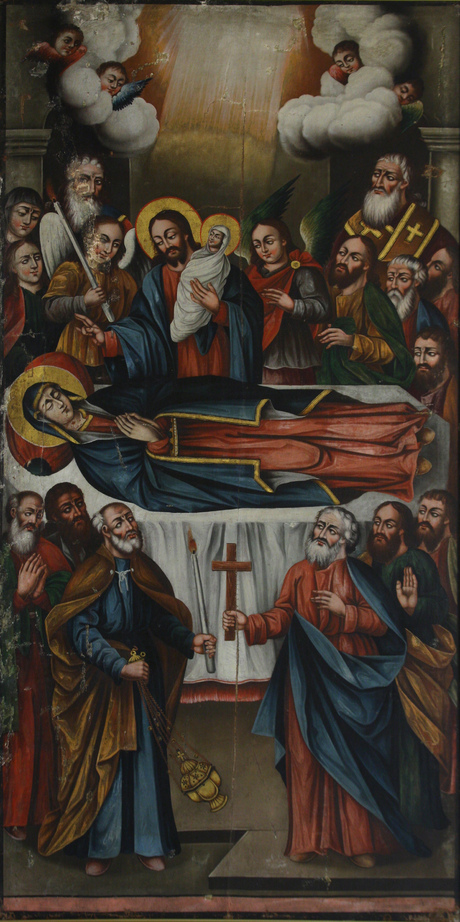
圣母升天
奥夫纳坦·奥夫纳塔尼扬（俄语：Овнатанян, Овнатан）
18世纪
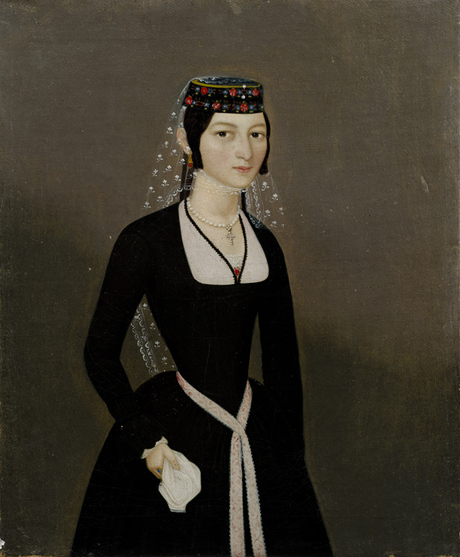
纳塔利·图马尼扬肖像
哈克柏·霍夫纳尼安（英语：Hakob Hovnatanyan）
1830年-1840年
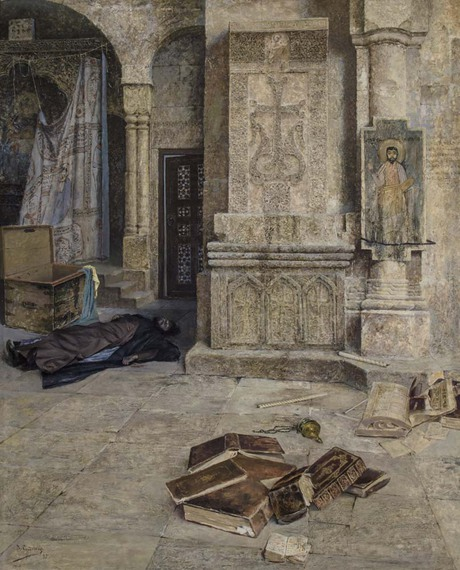
践踏的神圣
瓦尔德格斯·苏伦尼扬茨（英语：Vardges Sureniants）
1895年
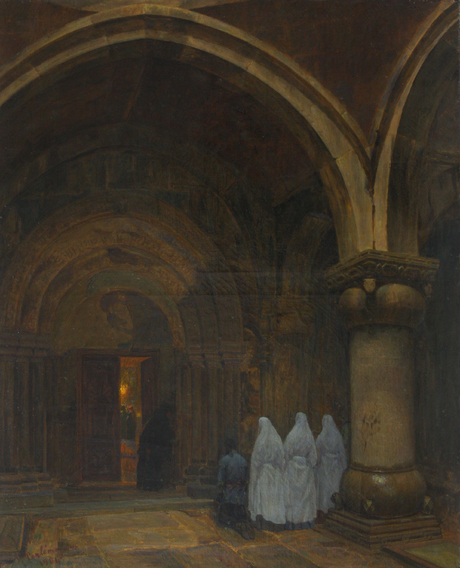
萨那欣修道院的Gavit（英语：Gavit）
帕诺斯·捷尔列梅江（英语：Panos Terlemezian）
1904年
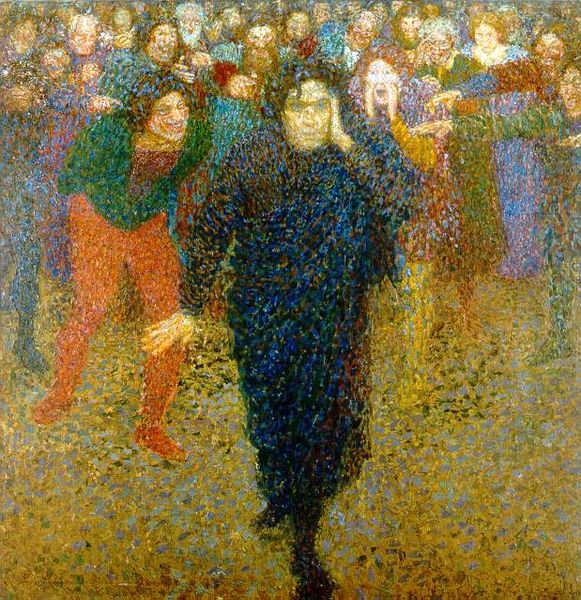
天才和暴徒
叶吉舍·塔杰沃相（英语：Yeghishe Tadevosyan）
1919年
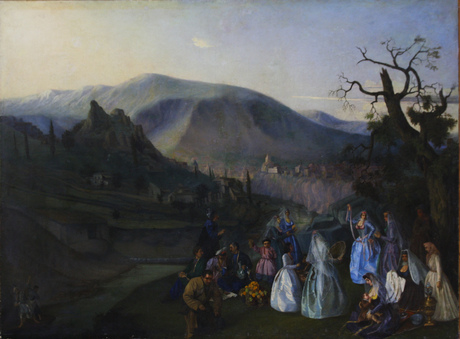
野餐 斯捷潘诺斯·涅尔谢相 1860年
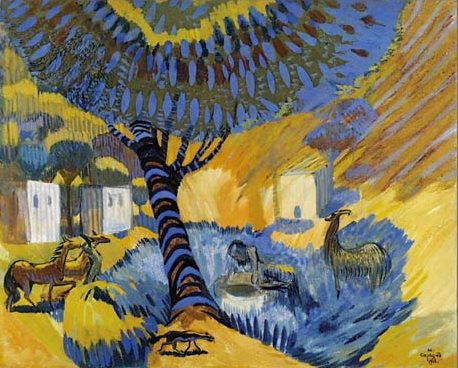
井边·暑天 马尔季罗斯·萨良 1908年
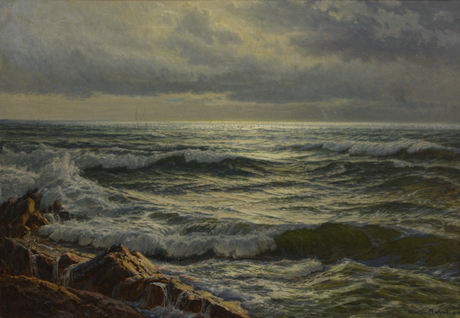
大海 瓦尔丹·马霍希扬 1918年—1920年
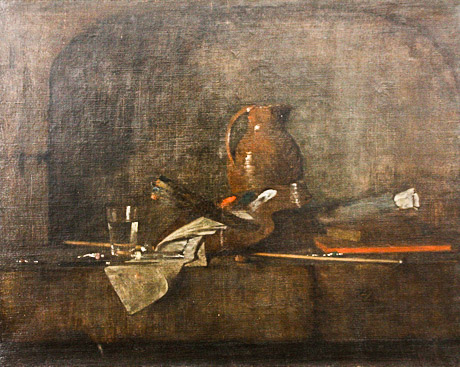
静物·艺术品
扎卡尔·扎卡里安（英语：Zakar Zakarian）
1900年
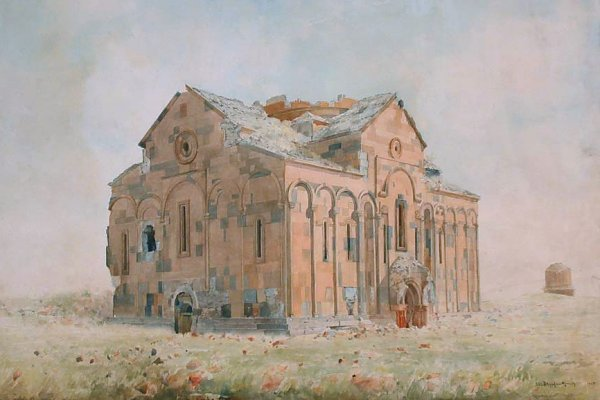
阿尼大教堂
阿尔沙克·费特瓦强（英语：Arshak Fetvadjian）
1905年

### 俄罗斯艺术品

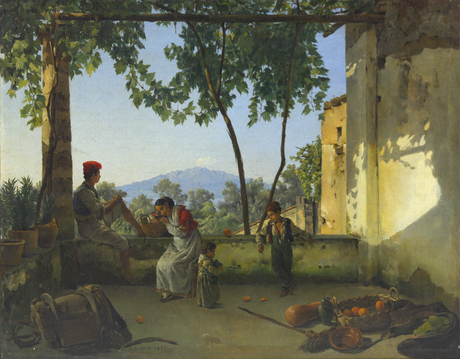
阳台·在索伦托
西尔韦斯特·谢德林（英语：Sylvester Shchedrin）
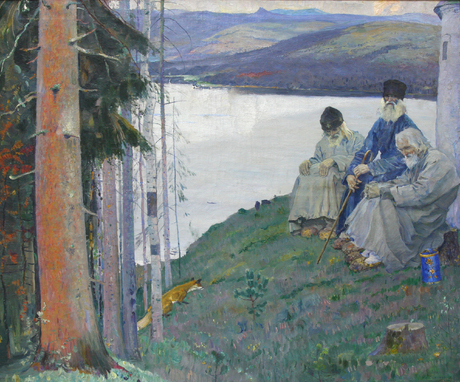
三个老人 米哈伊尔·涅斯捷罗夫
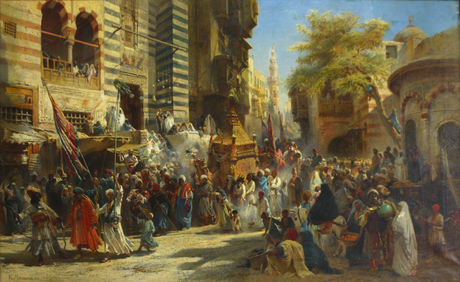
从麦加到开罗的穆罕默德毛毯 康斯坦丁·马科夫斯基
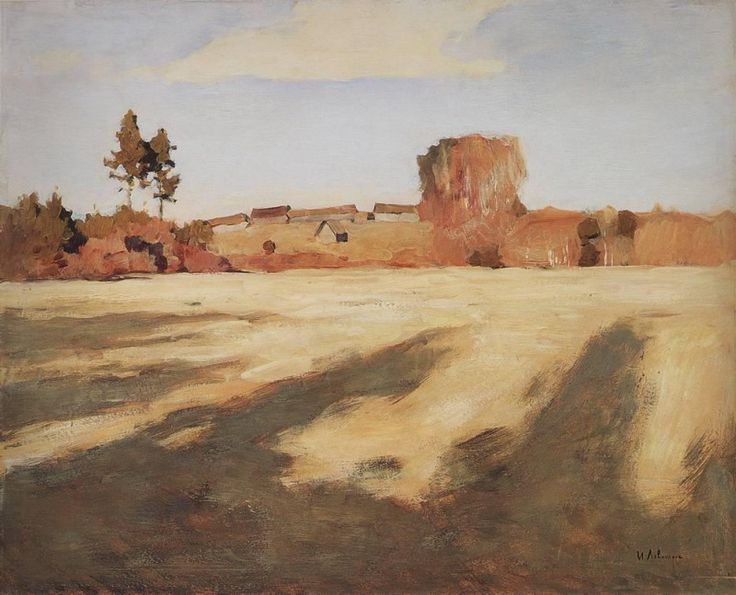
秋·晴天 伊萨克·伊里奇·列维坦
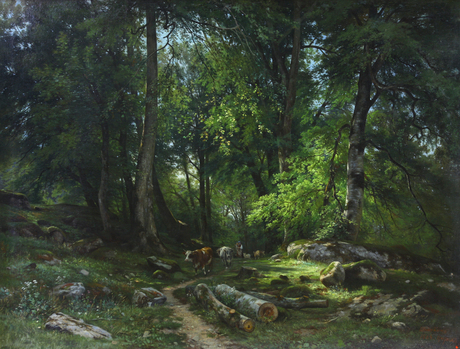
在林中 伊凡·伊凡諾維奇·希施金
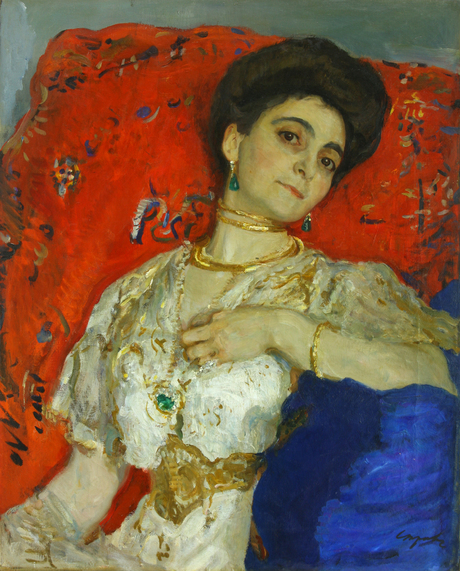
M.N.阿基莫沃伊肖像 瓦伦丁·谢罗夫
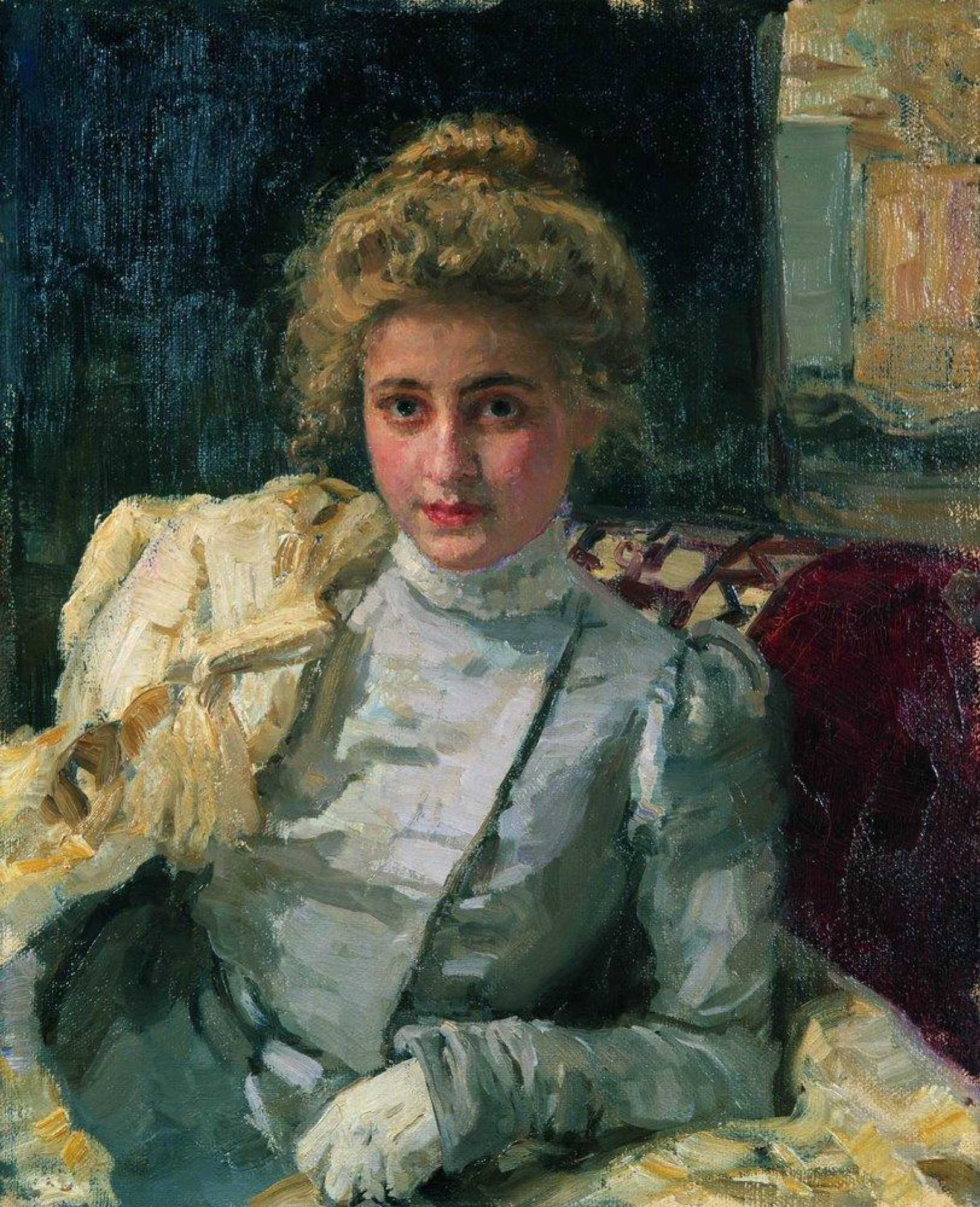
金发女人（捷维亚绍沃伊肖像） 伊利亚·叶菲莫维奇·列宾
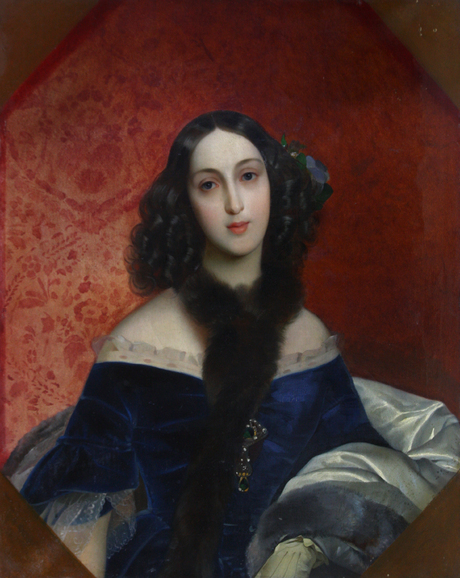
M.A.贝克肖像 卡尔·布留洛夫
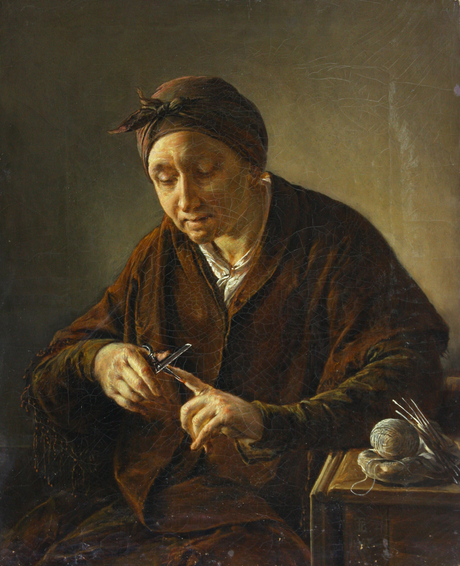
女子肖像
瓦西里·特罗皮宁（英语：Vasily Tropinin）
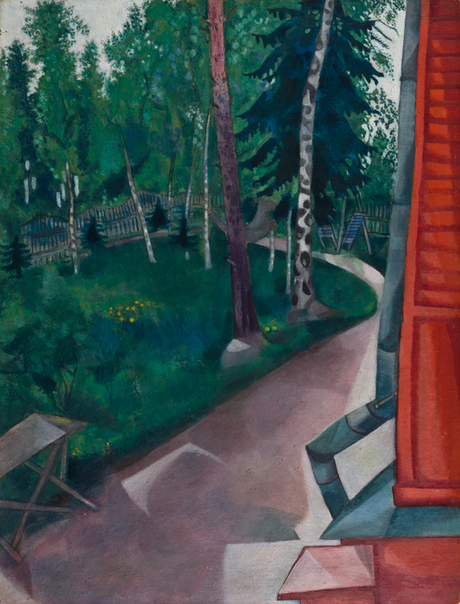
夏日住所 馬克·夏卡爾

### 意大利艺术品

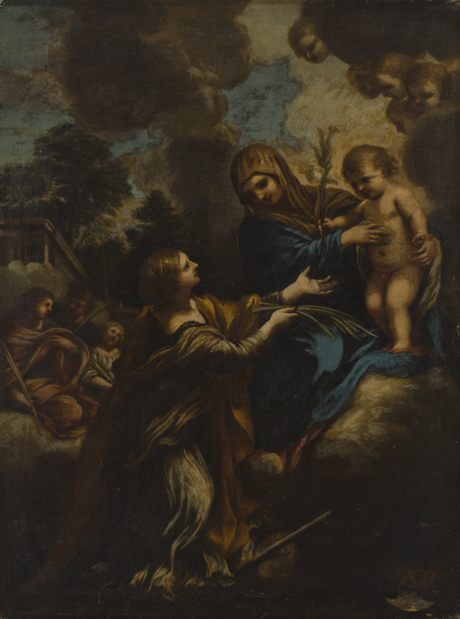
圣母玛利亚、婴儿耶稣和圣卡塔琳娜 彼得罗·达·科尔托纳
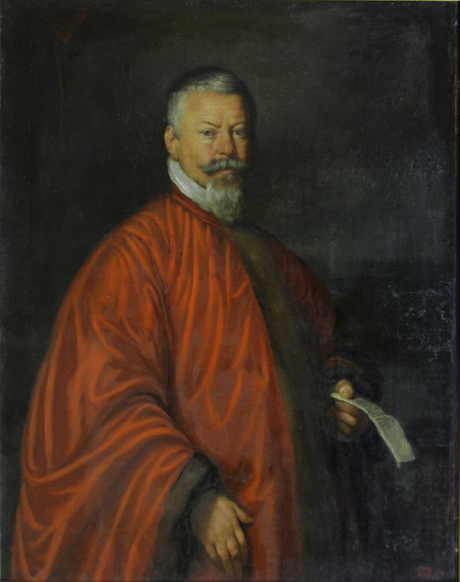
尼古拉·库奇奇肖像
贝尔纳多·斯特罗齐（英语：Bernardo Strozzi）
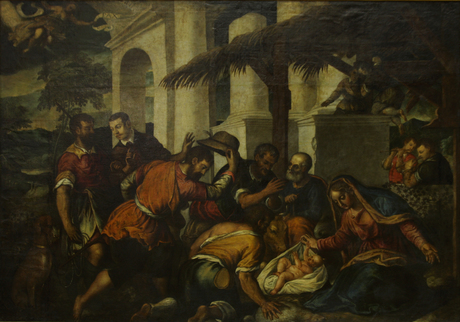
基督的诞生和牧羊人的崇拜 雅各布·巴萨诺
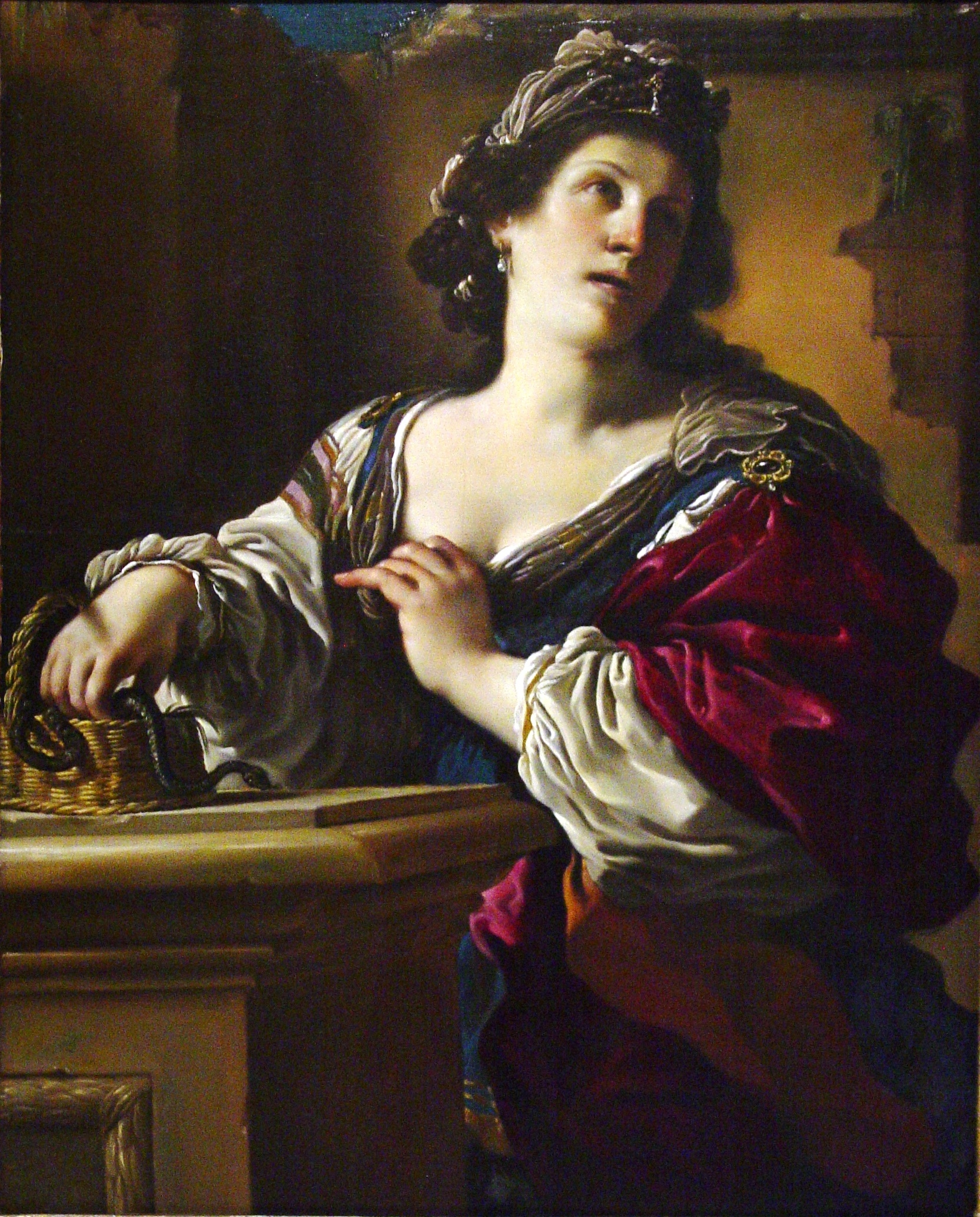
埃及艳后 圭尔奇诺
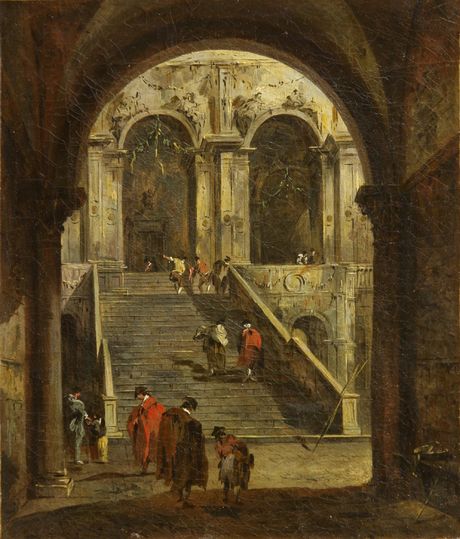
庭院 弗朗切斯科·瓜尔迪
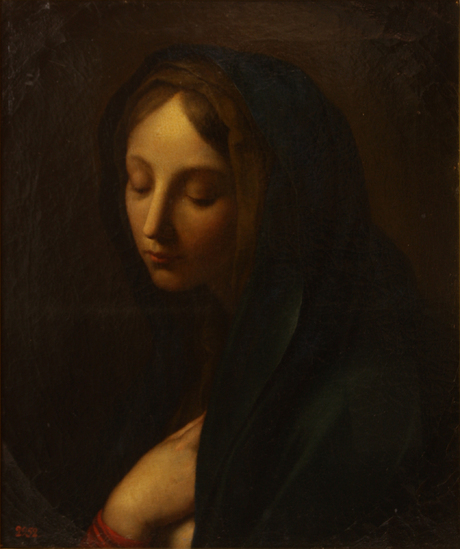
圣母玛利亚 塞巴斯蒂亚诺·孔卡
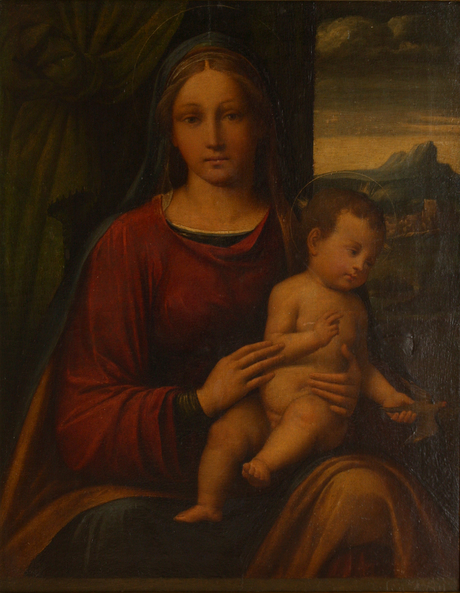
麦当娜和孩子
本韦努托·蒂西（英语：Benvenuto Tisi）
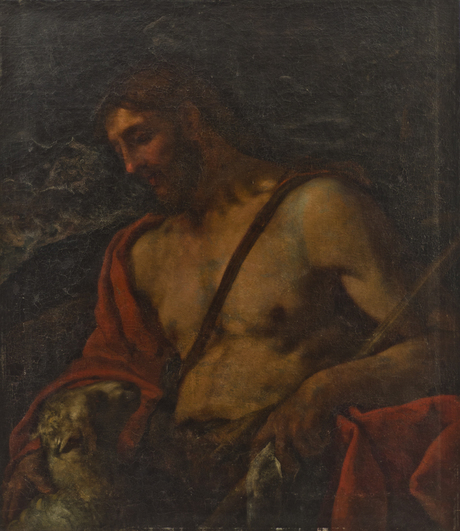
好牧人（英语：Good Shepherd） 卢卡·焦尔达诺
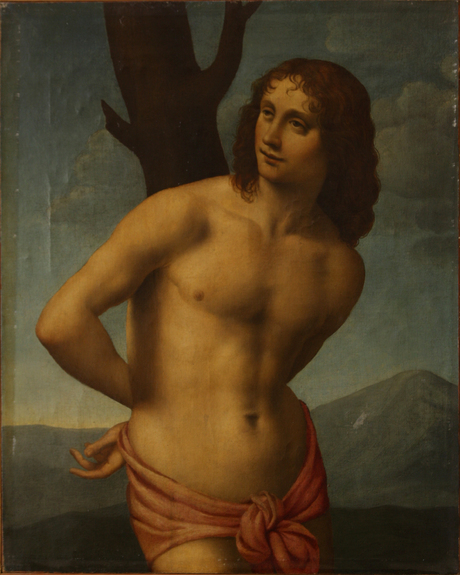
圣塞巴斯蒂安
贝尔纳迪诺·卢伊尼（英语：Bernardino Luini）
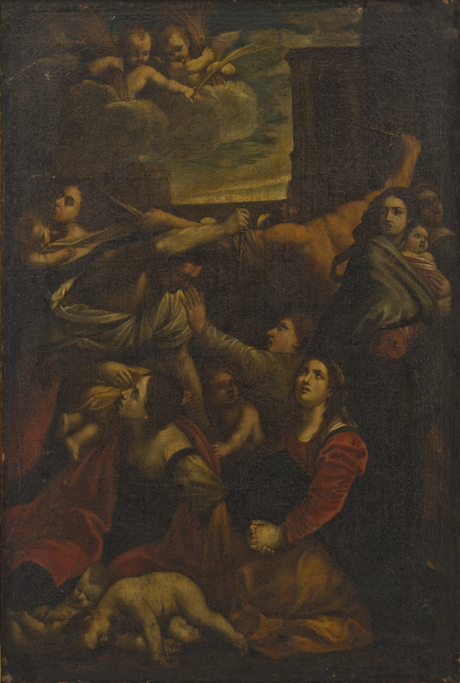
幼儿虐杀 路加·西诺雷利

### 尼德兰艺术品

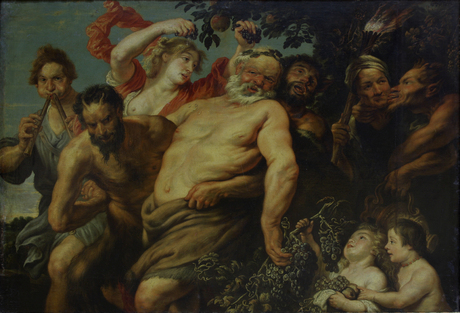
西勒努斯游行 彼得·鲁本斯
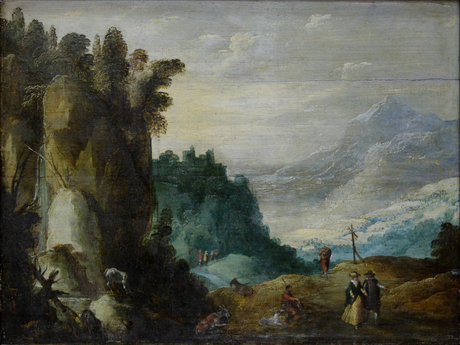
山区景观
约斯·德蒙佩尔（英语：Joos de Momper）
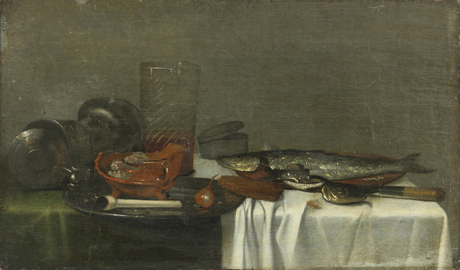
静物画
彼得·克拉斯（英语：Pieter Claesz）
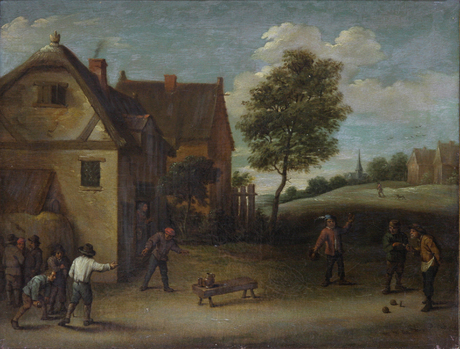
打保龄球
戴维·泰尼尔斯（英语：David Teniers the Younger）
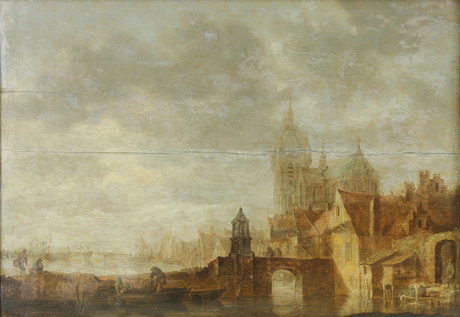
多德雷赫特景观 扬·范霍延
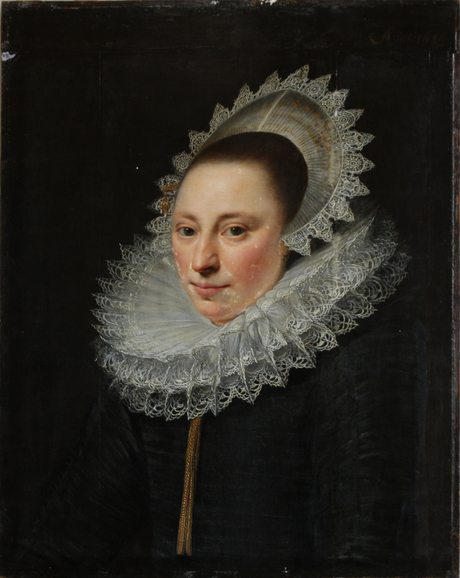
妇女肖像 佚名荷兰艺术家
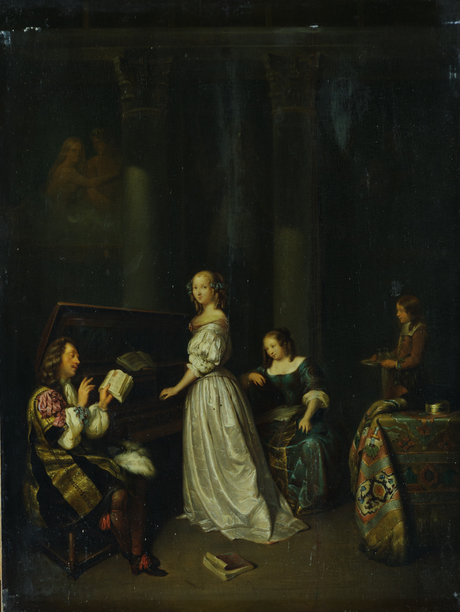
唱歌课
卡斯帕·内切尔（英语：Caspar Netscher）
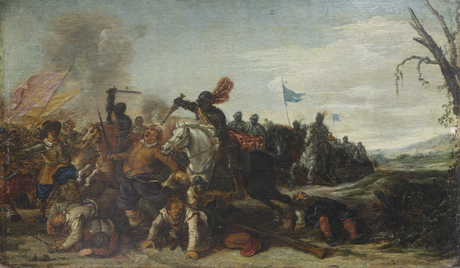
战役
埃萨亚斯·范德费尔德（英语：Esaias van de Velde）
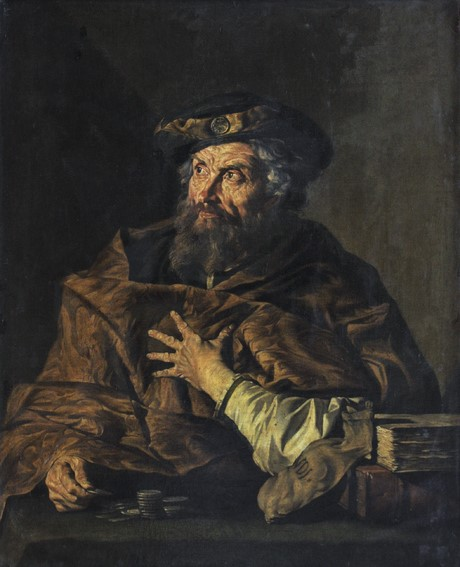
交换
马蒂亚斯·斯托姆（英语：Matthias Stom）
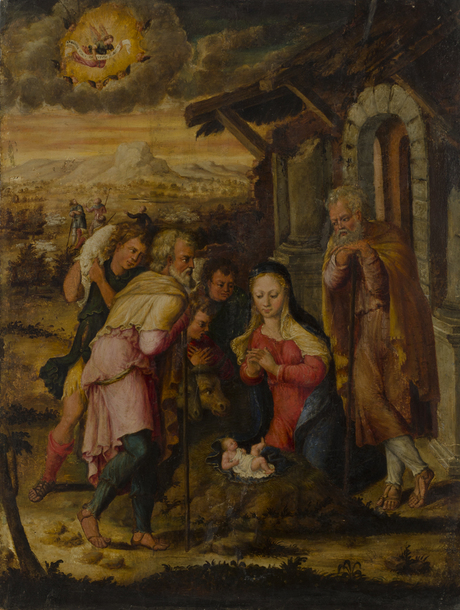
基督诞生
扬·范克莱韦（英语：Joos van Cleve）

### 法国艺术品

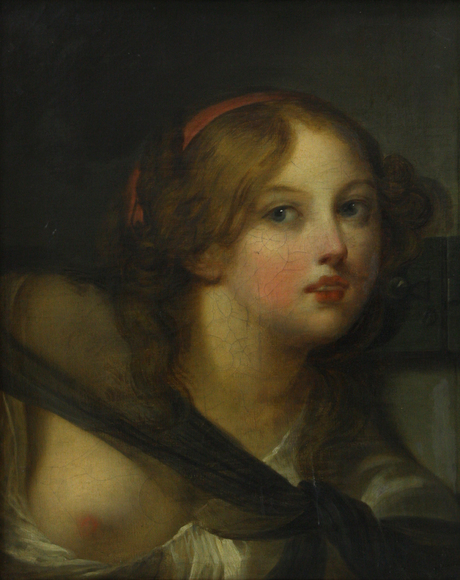
女孩肖像 让-巴蒂斯·热鲁兹
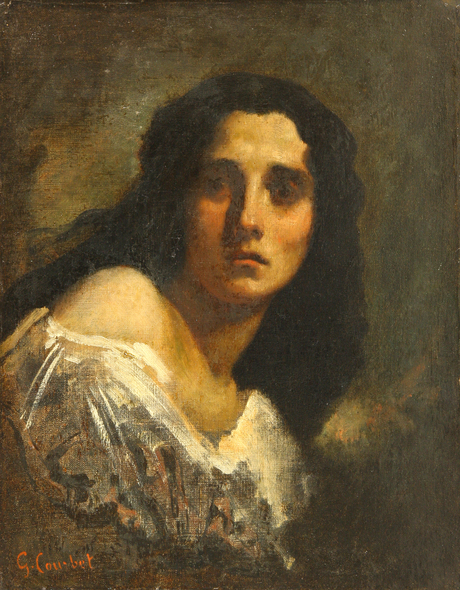
女孩肖像 居斯塔夫·库尔贝
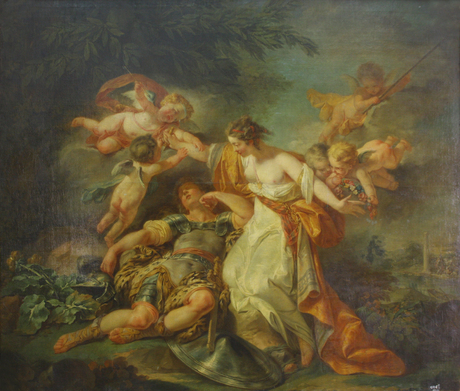
里纳尔多和阿尔米达 让-奥诺雷·弗拉戈纳尔
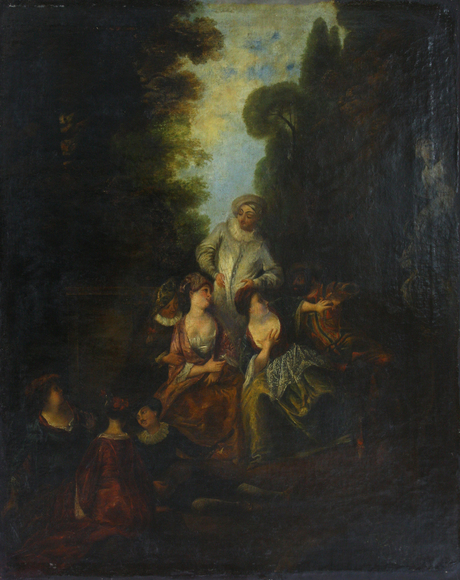
意大利演员
尼古拉·朗克雷（英语：Nicolas Lancret）
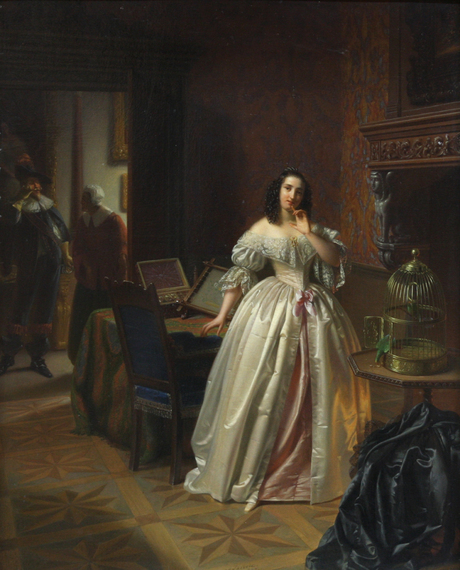
客人 欧仁·德拉克罗瓦
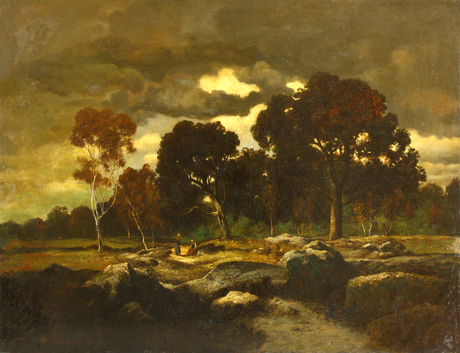
林中之夜 泰奧多爾·盧梭
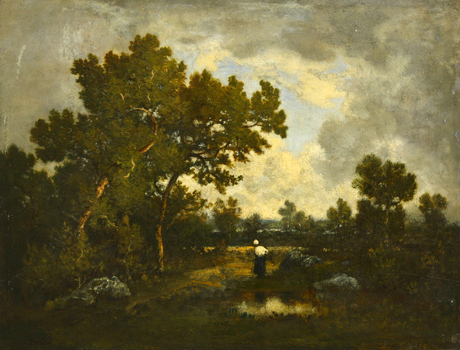
风景画 纳尔西斯·比尔希略·迪亚斯
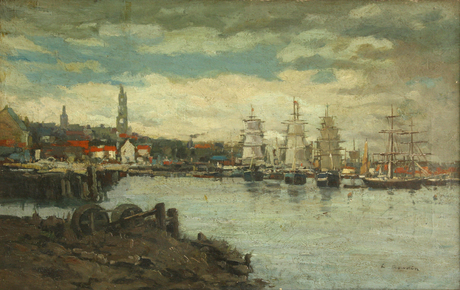
海港 欧仁·布丹
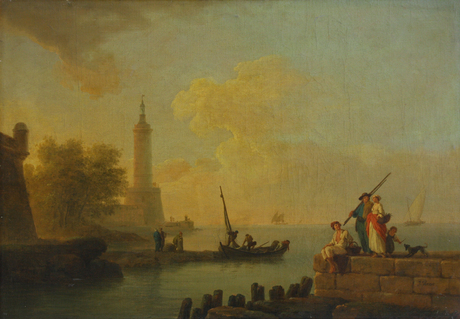
海景 克劳德·约瑟夫·韦尔内
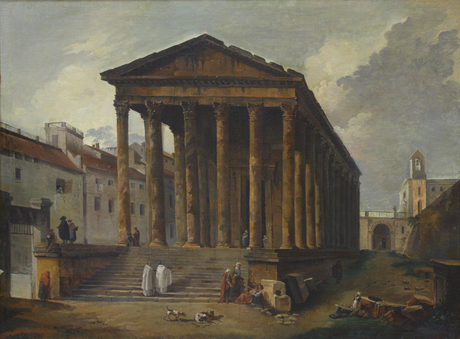
古代神庙 于贝尔·罗贝尔